# Terlet
Terlet – przysiółek w prowincji Geldria, w Holandii, położony częściowo w gminie Rozendaal, a częściowo w Arnhem. 
Przysiółek leży przy autostradzie A 50. Nad autostradą na wysokości Terlet znajduje się zielony most, łączący Narodowy Park Veluwezoom (nl. Nationaal Park Veluwezoom) z terenem krajobrazu naturalnego Deelerwoud.
W Terlet znajduje się lotnisko szybowcowe (nl. Nationaal Zweefvliegcentrum Terlet).

## Przypisy

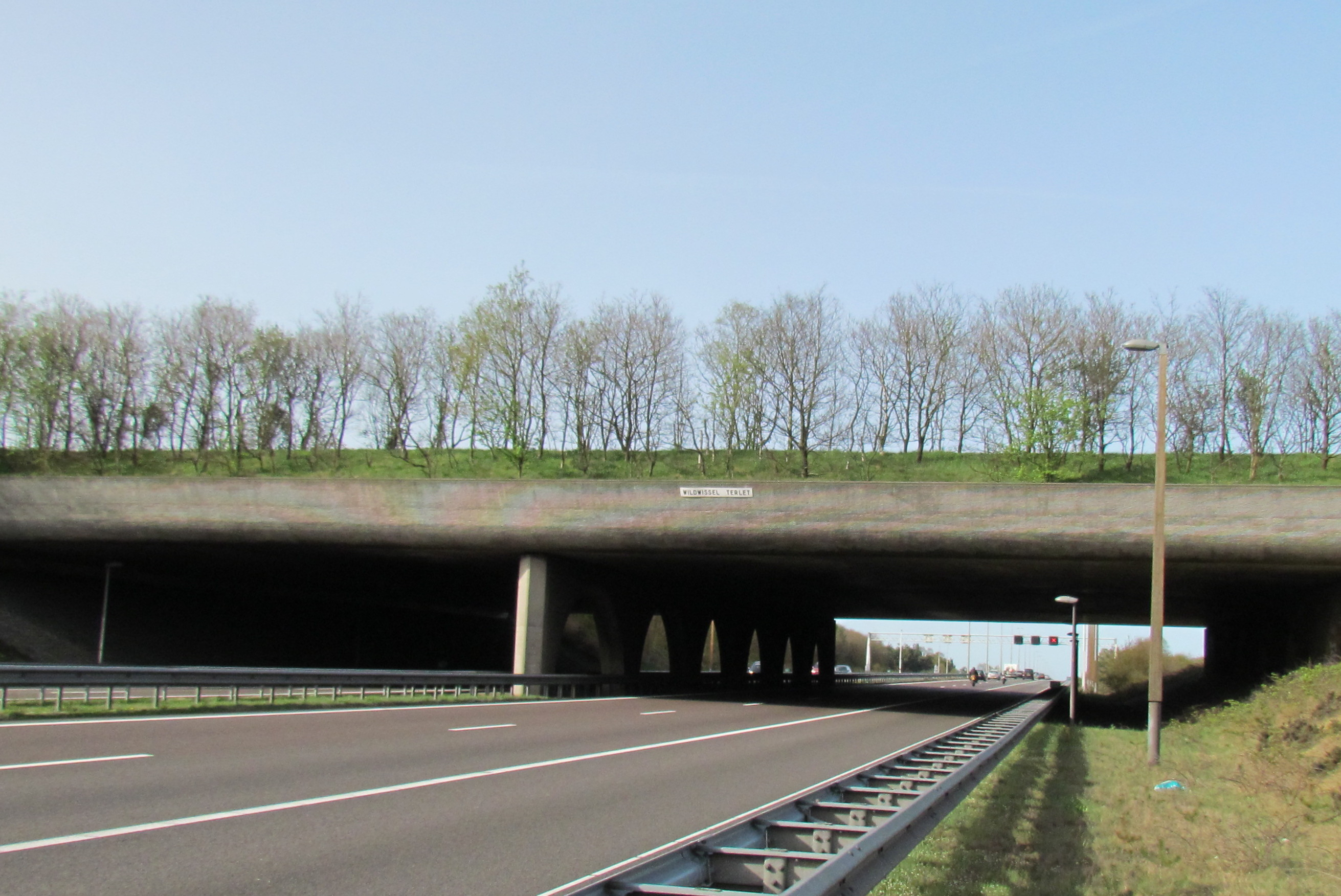
Zielony most Terlet nad A 50